# Оздоев, Дауд Османович
Оздоев Дауд Османович(19 сентября 1959, с. Алексеевка Целиноградской области Казахской ССР — 10 апреля 2014) — ингушский российский художник. Народный художник Республики Ингушетия.

## Биография
Детство и юность прошли в п. Карца г. Владикавказа. Дауду было 13 лет, когда он впервые пришел в художественную школу. Здесь произошла его встреча с талантливым художником и педагогом Н. М. Сухиновым, которая предопределила всю его творческую будущность. Всего год спустя Оздоев Дауд участвует в республиканской художественной выставке в Орджоникидзе, где его живописное полотно «Призыв» получает диплом «За лучшую работу».
С 1972 по 1976 год учился в художественной школе в городе Орджоникидзе. В 1977 году окончил среднюю школу в г. Назрань. После окончания школы уехал в Ленинград, где и начал учиться живописи в мастерских заслуженных художников СССР Н. Х. Суханова, В. И. Суворова, Н. Г. Лебедева, Т. К. Добровольской. С 1983 по 1989 годы в числе известных художников-реставраторов принимал участие в реставрации дома-музея композитора Римского-Корсакова.
С 1990 года начал работать самостоятельно в разных жанрах. Это работа над большими сюжетно-тематическими полотнами, основанные на изучении живописи итальянских, голландских и фламандских художников, великолепные пейзажи родного края, портреты и натюрморты. В это время он параллельно осваивает различные техники и материалы: работает темперой, маслом, пробует себя в настенной росписи и чеканке.
Продолжая совершенствоваться в живописном мастерстве, художник пробует себя в скульптуре, добивается значительных успехов в области пластики малых форм. В начале 90-х годов начинающий художник много и плодотворно работает в различных жанрах — это пейзаж, сюжетно-тематические картины, основанные на изучении живописи итальянских, голландских и фламандских художников, портреты, натюрморты.
В 1994 году художник несколько месяцев живет в США, выставляется в двух галереях: «DIZAIN — ART» (Хьюстон) и «WEB-GALERY» (Кросби), где его искусство было встречено с живым интересом и сопровождалось большим успехом. В 1996 году вместе с другими петербургскими художниками Оздоев выставляется в Финляндии и ФРГ. Его произведения имеют огромный успех. В ноябре того же года Д. Оздоев впервые представляет свои работы в Ингушетии — в залах Государственного музея изобразительных искусств г. Карабулак. В 1998 году Д. Оздоеву присвоено звание «Народный художник Ингушетии».

## Выставки

### Персональные выставки
- 1996 год — персональная выставка «Кавказская легенда» в Государственном музее изобразительных искусств Республики Ингушетия; Первая персональная выставка Оздоева Дауда Османовича, состоялась при содействии президента Республики Ингушетия Руслана Султановича Аушева. Было закуплено 25 работ для Государственного музея изобразительных искусств Республики Ингушетия, которые поныне там хранятся;
- 2000 год — вторая персональная выставка, приуроченная к юбилею Республики Ингушетия, состоялась 4 июня в ДК г. Назрани. Где было представлено свыше 40 работ. Эту выставку посетил Руслан Султанович Аушев со всеми главами республик, которые приехали на празднование юбилея республики;
- 1 июня 2001 год — третья персональная выставка в Мраморном зале Российского Этнографического музея г. Санкт-Петербурга, на которой было представлено свыше 50 работ. Эта выставка была подарком к трехсотлетию Петербурга от Республики Ингушетия. На этой выставке побывал губернатор Санкт — Петербурга Владимир Анатольевич Яковлев, который в свою очередь пригласил художника сделать выставку в «Смольном»;
- 31 октября 2001 год — персональная выставка «Путешествие на Кавказ» в Государственном историко-мемориальном музее «Смольный», Санкт-Петербург.

### Участие в выставках
- 1994 год — Дауд Оздоев несколько месяцев живет в США, выставляется в двух галереях: «DESIGN-ART» (Хьюстон) и «WEB-GALERY» (Кросби)[3], где его искусство встречено с большим интересом и имело большой успех; выставка художников Ингушетии в Сунженском районном Доме культуры Республики Ингушетия;
- 1995 год — выставка работ ингушских художников «Искусство Ингушетии» в Государственном музее изобразительных искусств Республики Ингушетия;
- 1998 год — выставка художников Ингушетии в Уфе;
- 2000 год — выставка «Лики Кавказа» в Ростове-на-Дону;
- 2001 год — выставка работ художников Ингушетии в Магасе; Всероссийская выставка «Навстречу третьему тысячелетию» в Центральном Доме художника в Москве;
- 2005 год — выставка «Современное искусство художников Ингушетии» в Северо-Кавказском филиале Государственного музея Востока в Майкопе;
- 2006 год — выставка «Национальные традиции и современность в живописи ингушских художников» в здании Совета Федерации Федерального Собрания Российской Федерации в Москве;
- 2006 год — выставка работ ингушских художников в рамках международного симпозиума «Права мусульманских меньшинств и угроза исламского экстремизма», Магас.;
- 2006 год — выставка «Дети в изобразительном искусстве» в Государственном историко-мемориальном музее «Смольный», Санкт-Петербург;
- 2007 год — выставка санкт-петербургских художников «Искусство Петербурга 07»;
- 2007 год — выставка «За пушкинской строкой» в Государственном историко-мемориальном музее «Смольный», Санкт-Петербург;
- 2008 год — выставка «Мосты повисли над водами…» в Государственном историко-мемориальном музее «Смольный», Санкт-Петербург;
- 2008 год — выставка «Я этим городом храним» Государственный историко-мемориальный музей «Смольный», Санкт-Петербург.
- 2013 год — изготовление макета ингушского штандарта, на основе древней бронзовой фигурки орла «Орёл Сулеймана» взятого из Эрмитажа[4]. Техника папье маше.
- 2014 год — памятная выставка — «Моя душа осталась с вами…»[5] в Государственном музее изобразительных искусств г. Карабулак.

## Награды
- 1998 год — звание Народный Художник Республики Ингушетия[2].
- 2003 год — медаль «В память 300-летия Санкт-Петербурга».
- 2009 год — орден «За заслуги»[6].